# Nhà thờ chính tòa Calahorra
Nhà thờ chính tòa Santa María (Tiếng Tây Ban Nha: Catedral de Santa María) là một nhà thờ chính tòa nằm ở Calahorra, Tây Ban Nha. Nó được công nhận là Bien de Interés Cultural năm 1931.